# Weervisserij

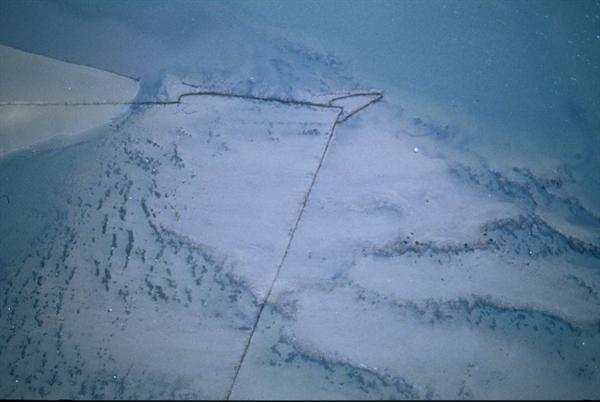
Weervisserij bij Bergen op Zoom

Weervisserij is de naam van een zeer oude visserijtechniek waarbij de vis in ondiepe zeearmen of riviermondingen met behulp van houten of stenen bouwwerken in een fuik wordt geleid. De techniek is gebaseerd op getijdenwerking of seizoensverschillen in waterhoogte, waarbij de vis bij dalende waterstanden door de stroming in de fuik wordt gedreven.

## Geschiedenis
De weervisserij is waarschijnlijk bijna zo oud als de mensheid. De oudste archeologische vondsten die duiden op het gebruik van deze techniek, dateren uit het mesolithicum.

### Nederland
In Nederland is de weervisserij ten minste sinds de 16e eeuw bekend. Het vond met name plaats in de verdronken polders zoals het Verdronken land van het Markiezaat van Bergen op Zoom, waar het vooral voor de vangst van ansjovis werd toegepast.
De ansjovis zoekt het warmere water op in de paaitijd. Hier worden de eieren afgezet. De Oosterschelde is een ideaal paaigebied, aangezien daar geen zoetwater binnenkomt en het water doorgaans warmer is dan in de aangrenzende Noordzee. Daarom is Bergen op Zoom een plaats die een lange traditie van deze tak van visserij heeft gekend. Op een kaart van Hattinga uit 1784 staan achttien weren. In 1890 zouden er zelfs 23 zijn geweest. Een kenmerk van de weervisserij was dat vrijwel het gehele gezin eraan kon deelnemen. Bepaalde families waren in de vangst gespecialiseerd. In Bergen op Zoom waren het allen protestantse families (Touw, Schot, Baaijen, La Fontijn, De Haas, Wakkee, Van Dort en Maas) die deze tak van bedrijvigheid beoefenden en van generatie op generatie doorgaven.
De vangst bedroeg in de periode 1878-1940 door de vissers uit Bergen op Zoom gemiddeld 50 ton ansjovis, maar in een bijzonder goed jaar als 1931 was de vangst 400 ton en in het slechte jaar 1903 slechts 500 kg.

## Techniek
De techniek bestaat uit het aanbrengen van een fuik die bestaat uit een V-vormige constructie van in de bodem van een ondiep water geplaatste houten staken, die 4 à 5 meter lang zijn en weerhout genoemd worden. De twee armen worden de vleuken genoemd, en de gehele fuik een weer. De vleuken kunnen wel een kilometer lang zijn. De punt van de V ligt in het diepste punt van het water en wordt het fuikgat genoemd. Ondanks het feit dat de takken bij het begin van de fuik wel 10 cm uit elkaar staan zwemt de ansjovis niet tussen de takken door, daar de trillingen van deze takken de vis afschrikken.
De weervisserij wordt beoefend in wateren die bij eb gedeeltelijk droogvallen. Bij hoogwater zoekt de ansjovis het warmere (ondiepere) water op, om bij afgaand tij weer naar het diepere water terug te keren, dus de fuik in. Hier staan de weerhouten zeer dicht bij elkaar en de vis kan zich, ook als ze in paniek is, niet meer bevrijden uit de fuik.
De weer wordt opgebouwd (gestoken) vanaf februari en in september weer afgebroken. Het eigenlijke vangstseizoen loopt van eind april tot eind juli. De opbrengst van de - zeer arbeidsintensieve - weervisserij is zeer wisselvallig. Dit heeft te maken met de temperatuurverdeling in het water en met het gedrag van de ansjovis. De onvis, alle vis die geen ansjovis is, is dan een welkome bijverdienste. Hiertoe behoort haring, sprot, geep, makreel en pijlstaartrog.

## Achteruitgang
De weervisserij is wereldwijd sterk achteruitgegaan. De overbevissing van ansjovis door fabrieksschepen in vele wateren ter wereld is daar een van de oorzaken van. In Nederland was import vanuit Middellandse Zeelanden, die al begon in 1906, een geduchte concurrent. Ook de uitvoering van het Deltaplan zorgde voor problemen. In 2010 resteerde er nog één familiebedrijf en drie weren. Er waren nog twee weren op de Speelmansplaat (gemeente Tholen). Een derde weer stond op de Hooge Kraaijer / Tarweplaat (gemeente Reimerswaal). Deze werd gerestaureerd en was weer volop in gebruik. Het ging hier om de laatste weervissers ter wereld. Doordat de vangsten tegenvielen, en de opbrengsten niet meer opwogen tegen de kosten van het onderhoud van de weren, dreigden ook de laatste weervissers ermee te moeten stoppen.
Om de ambachtelijke wijze van vissen op onder andere ansjovis door middel van de weervisserij in de Oosterschelde te bevorderen en in stand te houden, is in 2010 de Stichting Behoud Weervisserij opgericht. De stichting zet zich daarnaast in om deze vorm van visserij toeristisch en educatief op de kaart te zetten. Stichting Behoud Weervisserij tracht dit te verwezenlijken door onder meer toeristische vaartochten naar de weervisserij te organiseren en vrijwilligers te werven die de weervissers ondersteunen bij het vissen en aanverwante werkzaamheden. Ten slotte genereert de stichting publiciteit en media-aandacht voor de weervisserij en daaraan verbonden (toeristische) activiteiten.
In 2017 verscheen van cineast Edward Snijders de film Cor & Henk, weervissers van de Oosterschelde waarin de laatste weervissers, Cor van Dort en zijn schoonzoon Henk van Schilt, gedurende een jaar gevolgd werden.
Voorwerpen die op het weervissen betrekking hebben zijn te vinden in het Markiezenhof te Bergen op Zoom.